# Johannes Ott
Pour les articles homonymes, voir Ott.
Johannes Ott (né le 19 septembre 1919 à Berlin, mort le 24 avril 1995 dans la même ville) est un chef décorateur allemand.

## Biographie
Johannes Ott apprend le métier après la Seconde Guerre mondiale auprès d'Erich Kettelhut, avec qui il collabore au même titre à partir de 1953. Jusqu'à la retraite de Kettelhut de l'industrie du cinéma en 1960, ils forment tous deux une équipe dans une série de films de divertissement, notamment Le Diabolique Docteur Mabuse de Fritz Lang.
Ott collabore ensuite avec Hans Berthel. Au milieu des années 1960, Johannes Ott travaille à la télévision et met en scène de nombreuses productions de la SFB et de la ZDF. À la suite d'un grave accident suivi d'une invalidité, Ott s'arrête au milieu des années 1970.

## Filmographie

### Cinéma
- 1953 : Une histoire d'amour
- 1954 : Prison d'amour
- 1954 : Des enfants, des mères et un général
- 1955 : Eine Frau genügt nicht?
- 1955 : Drei Tage Mittelarrest
- 1955 : Drei Mädels vom Rhein
- 1956 : Das Mädchen Marion
- 1956 : Made in Germany
- 1957 : UB 55, corsaire de l'océan (de)
- 1957 : Lemkes sel. Witwe
- 1958 : Infirmière de nuit
- 1958 : Ist Mama nicht fabelhaft?
- 1958 : La Muselière (en)
- 1959 : Der Mann, der sich verkaufte (de)
- 1959 : Le Retour de Bobby Dodd (de)
- 1960 : Sturm im Wasserglas
- 1960 : Le Diabolique Docteur Mabuse
- 1960 : Bis dass das Geld Euch scheidet…
- 1960 : Sabine und die 100 Männer
- 1961 : La Fille de Hong Kong (de)
- 1961 : La Grande Roue
- 1961 : Die Stunde, die du glücklich bist
- 1962 : Freddy und das Lied der Südsee
- 1962 : Musica-stop
- 1962 : Les Tueurs du R.S.R.2
- 1963 : Les Pirates du Mississippi
- 1964 : Wenn man baden geht auf Teneriffa
- 1964 : L'Agneau (de)
- 1971 : La Morte de la Tamise

### Télévision
- 1965 : Kubinke
- 1966 : Das Millionending
- 1967 : Der Revisor
- 1968 : Kidnap – Die Entführung des Lindbergh-Babys
- 1968 : Die Klasse
- 1968 : Der Senator
- 1969 : Spion unter der Haube
- 1970 : Scher dich zum Teufel, mein Engel
- 1970 : Die Wesenacks
- 1970 : Millionen nach Maß
- 1972 : Die seltsamen Abenteuer des geheimen Kanzleisekretärs Tusmann
- 1974 : Ermittlungen gegen Unbekannt
- 1974 : Die schöne Helena